# Tauromachia (grafiki Goi)

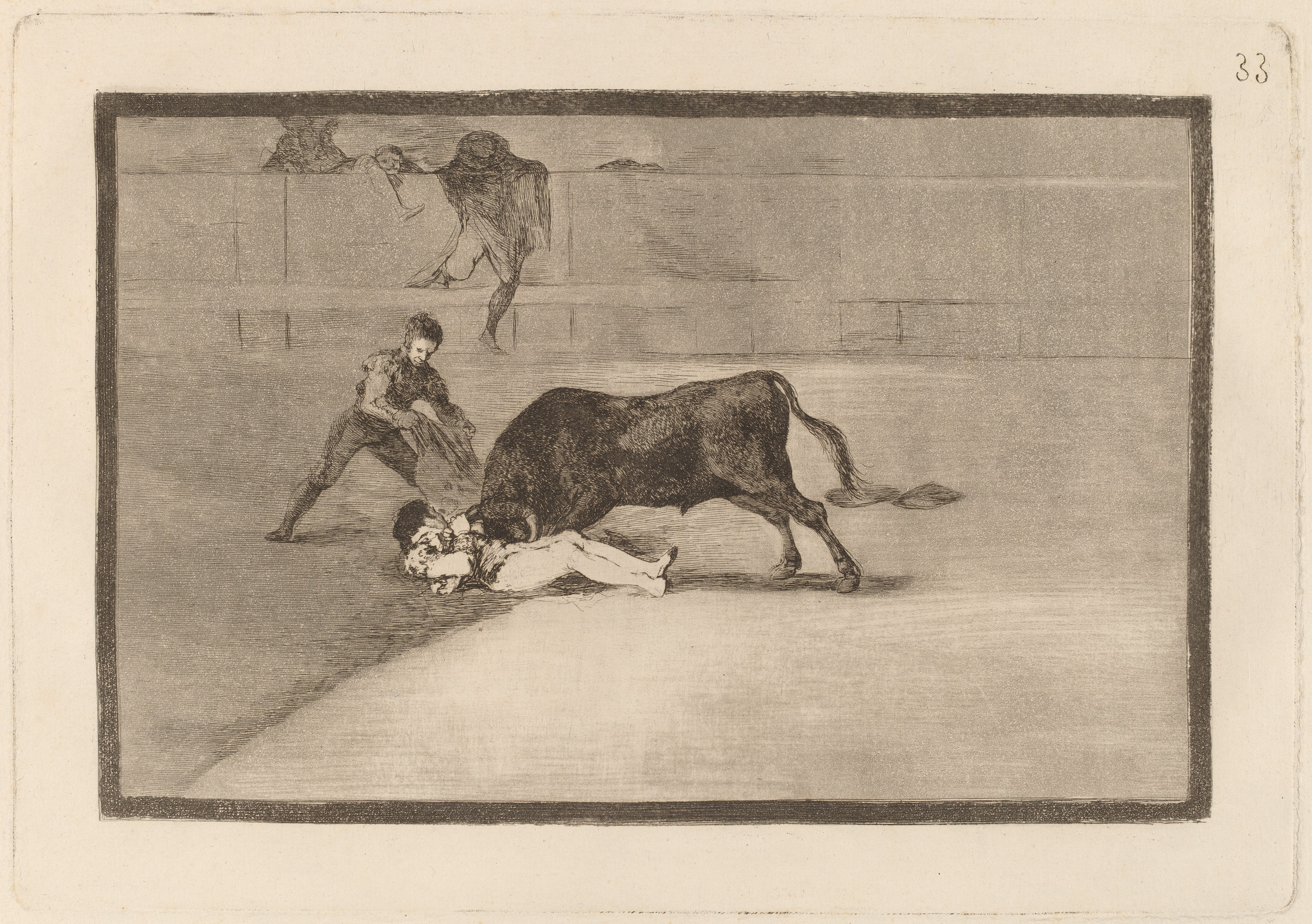
Nieszczęśliwa śmierć Pepe Illo na arenie w Madrycie, rycina nr 33 z serii Tauromachia

Tauromachia lub Sztuka korridy (hiszp. La tauromaquia) – seria 33 rycin wykonanych przez Francisca Goyę i wydanych w 1816 roku. Na grafikach artysta przedstawił sceny z popularnych w Hiszpanii walk byków, które były jego pasją. Do tej serii należy zaliczyć również 7 innych rycin wykonanych przez Goyę, które nie zostały włączone do pierwszego wydania ze względu na gorszą jakość odbitek.
Już na początku XIX wieku Goya zamierzał wykonać serię rycin poświęconą walkom byków, możliwe, że ten projekt przerwał wybuch wojny na Półwyspie Iberyjskim. Zaraz po jej zakończeniu Goya poświęcił się pracy nad Tauromachią – najprawdopodobniej był to dla niego odpoczynek od ukończonych wcześniej przerażających rycin z serii Okropności wojny.
Według różnych historyków sztuki Goya zamierzał zilustrować niektóre fragmenty ważnego traktatu o walkach byków napisanego przez Moratina. Ostatecznie malarz zmienił zdanie i stworzył serię rycin opartą na własnych wspomnieniach i doświadczeniach. Oprócz ludowego widowiska, którego był miłośnikiem, starał się przedstawić starcie człowieka z nieokiełznaną siłą natury.

## Ryciny z cyklu Tauromachia
1. Sposób, w jaki starożytni Hiszpanie polowali konno na byki
2. Inny sposób polowania pieszo
3. Maurowie zamieszkali w Hiszpanii, zapominając o przesądach Koranu, przejęli sztukę polowania na byki i dźgają zwierzę lancami
4. Zwodzą byka płachtą na arenie
5. Dzielny Maur Gazul był pierwszym, który walczył z bykiem według reguł
6. Maurowie zwodzą byka płachtami uczynionymi ze swych burnusów
7. Pochodzenie sztuki wbijania harpunów, czyli banderilli
8. Maur porwany na rogi na arenie
9. Rycerz hiszpański straciwszy konia, śmiertelnie godzi byka
10. Karol V godzi byka lancą na arenie w Valladolid
11. Cid Campeador godzi lancą innego byka
12. Atakowanie byka lancami, dzidami w kształcie półksiężyca, banderillami i inną bronią
13. Hiszpański rycerz atakuje krótką lancą byka na arenie, bez pomocy przybocznych chłopców
14. Zręczny młodzieniec de Falces wyprowadza byka w pole swymi unikami
15. Sławny Martincho wbija banderillę
16. Ten sam Martincho przewraca byka na arenie w Madrycie
17. Zapora uczyniona z osłów chroni Maurów przed atakami byka z kulami na rogach
18. Odwaga Martincho na arenie w Saragossie
19. Inne jego szaleństwa na tej samej arenie
20. Zręczność i zuchwałość Juanito Apinani na arenie w Madrycie
21. Nieszczęśliwy wypadek na widowni areny w Madrycie i śmierć alkada z Torrejon
22. Męska odwaga sławnego Pajuelera na arenie w Saragossie
23. Mariano Ceballos, alias Indianin, zabija byka siedząc na koniu
24. Tenże Ceballos na arenie w Madrycie, siedząc na byku atakuje krótką lancą drugie zwierzę
25. Szczują byka psami
26. Pikador spada z konia pod nogi byka
27. Sławny Fernando del Toro za pomocą lancy zmusza zwierzę do posłuszeństwa
28. Na madryckiej arenie dzielny Rendon atakuje byka piką. Zapłacił za to życiem
29. Pepe Illo uskakuje przed bykiem
30. Pedro Romero zabija stojącego byka
31. Ogniste banderille
32. Dwie grupy pikadorów powalone jedna na drugiej przez jednego byka
33. Nieszczęśliwa śmierć Pepe Illo na arenie w Madrycie
34. Hiszpański rycerz na koniu i w asyście pomocników atakuje byka krótką lancą
35. Koń powalony przez byka
36. Psy atakują byka
37. Toreador, siedząc na ramionach pomocnika, atakuje byka lancą
38. Śmierć Pepe Illo
39. Śmierć Pepe Illo
40. Walka z bykiem z powozu zaprzężonego w muły